# ميمي لو
ميمي لو (بالصينية: 羅敏莊) هي دي جيه ومغنية وممثلة صينية، ولدت في 30 ديسمبر 1974 في هونغ كونغ في الصين.

## وصلات خارجية
- ميمي لو على موقع IMDb (الإنجليزية)
- ميمي لو على موقع ميوزك برينز (الإنجليزية)
- ميمي لو على موقع أول ميوزيك (الإنجليزية)
- ميمي لو على موقع ديسكوغز (الإنجليزية)
- ميمي لو على موقع قاعدة بيانات الفيلم (الإنجليزية)